# حصن بو حسن (دوعن)
'

تعديل مصدري - تعديل

حصن بو حسن هي إحدى قرى عزلة صيف بمديرية دوعن التابعة لمحافظة حضرموت، بلغ تعداد سكانها 22 نسمة حسب تعداد اليمن لعام 2004.